# Serravalle (Vittorio Veneto)
Serravalle is een plaats (frazione) in de Italiaanse gemeente Vittorio Veneto.

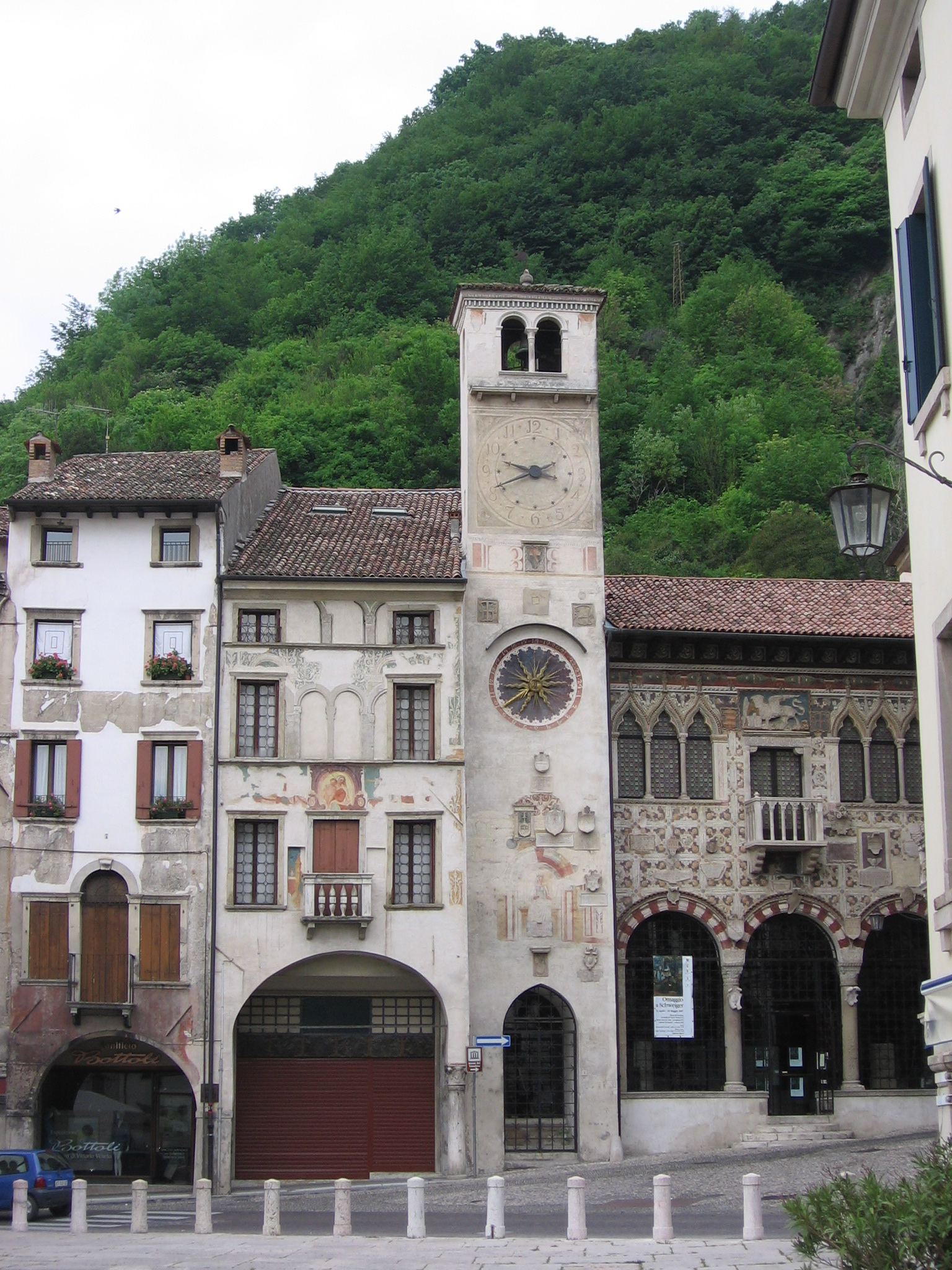
Toren van Serravalle
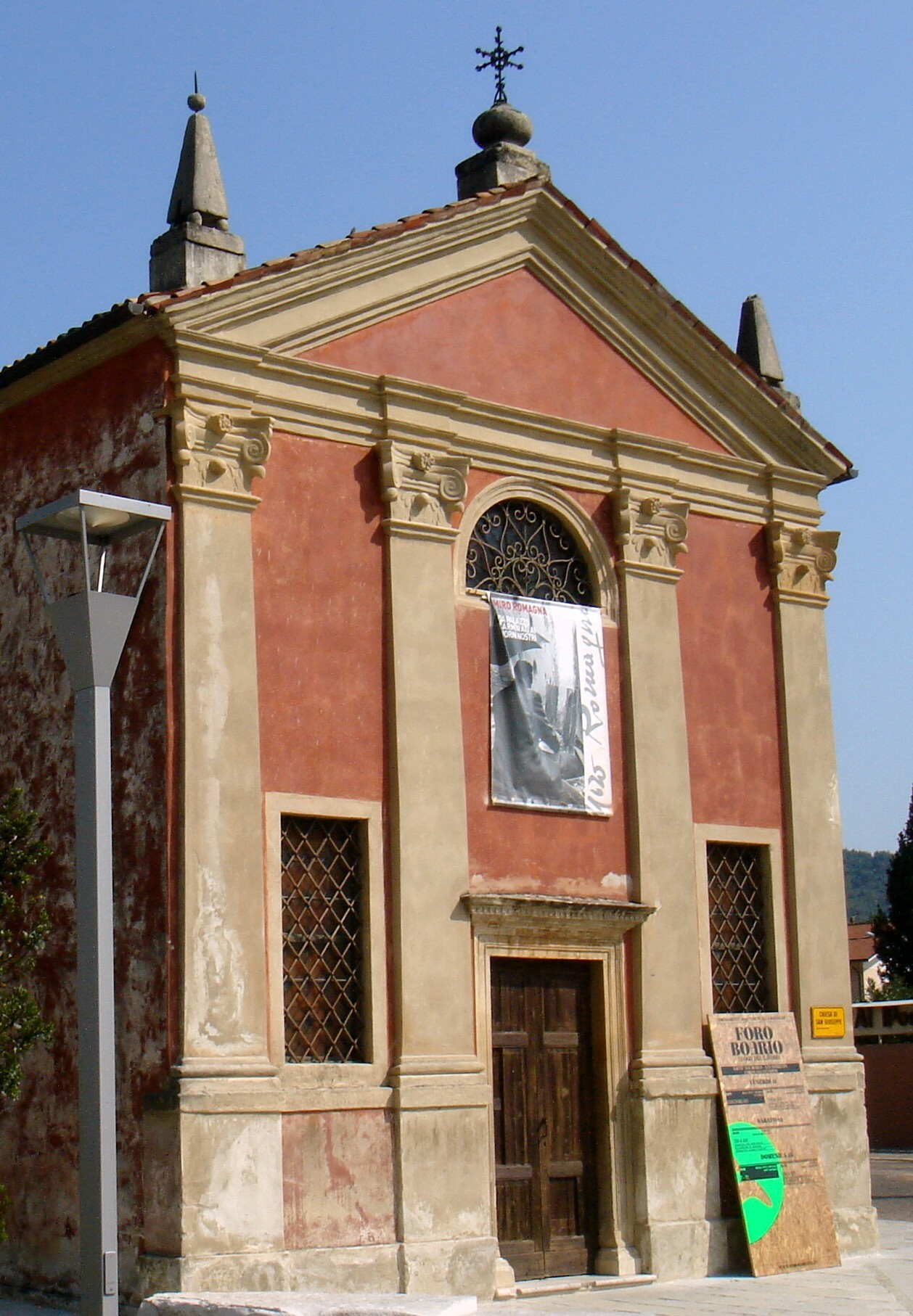
Oratorium van San Gioseppe
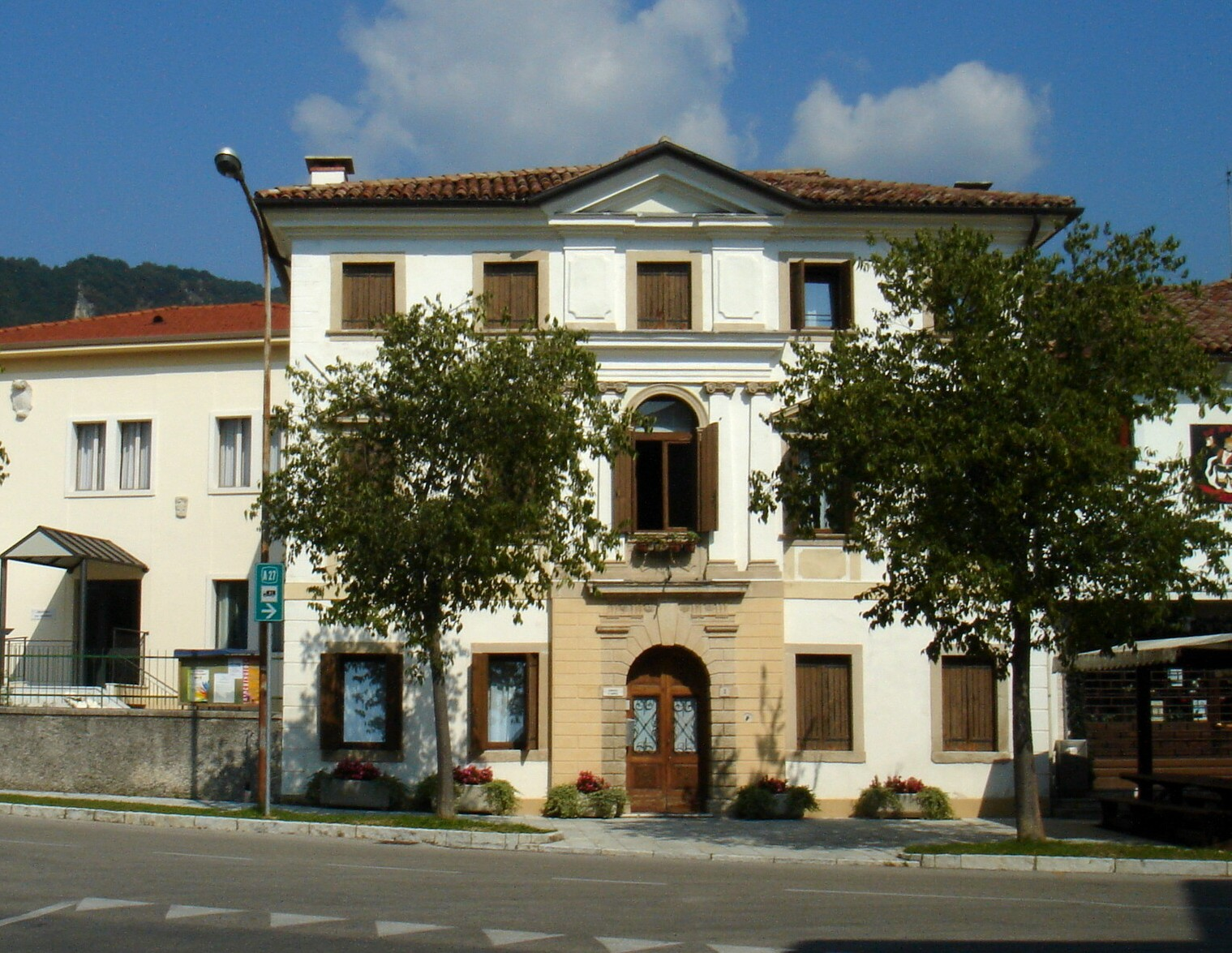
Villa Vicentini Breda Beretta